# Cryptic
Cryptic è il settimo album in studio del gruppo musicale progressive death metal svedese Edge of Sanity, pubblicato dalla Black Mark nel 1997.

## Tracce
1. Hell Written – 4:35
2. Uncontrol Me – 5:55
3. No Destiny – 3:35
4. Demon I – 4:16
5. Not of This World – 3:50
6. Dead I Walk – 3:26
7. Born, Breed, Bleeding – 4:30
8. Bleed You Dry – 5:23

## Formazione
- Robban Karlsson − voce
- Anders Lindberg − basso
- Benny Larsson − batteria
- Andreas Axelsson − chitarra
- Sami Nerberg − chitarra